# Heimenhausen
Heimenhausen is een gemeente en plaats in het Zwitserse kanton Bern, en maakt deel uit van het district Oberaargau.
Heimenhausen telt 1.021 inwoners.